# Dialium

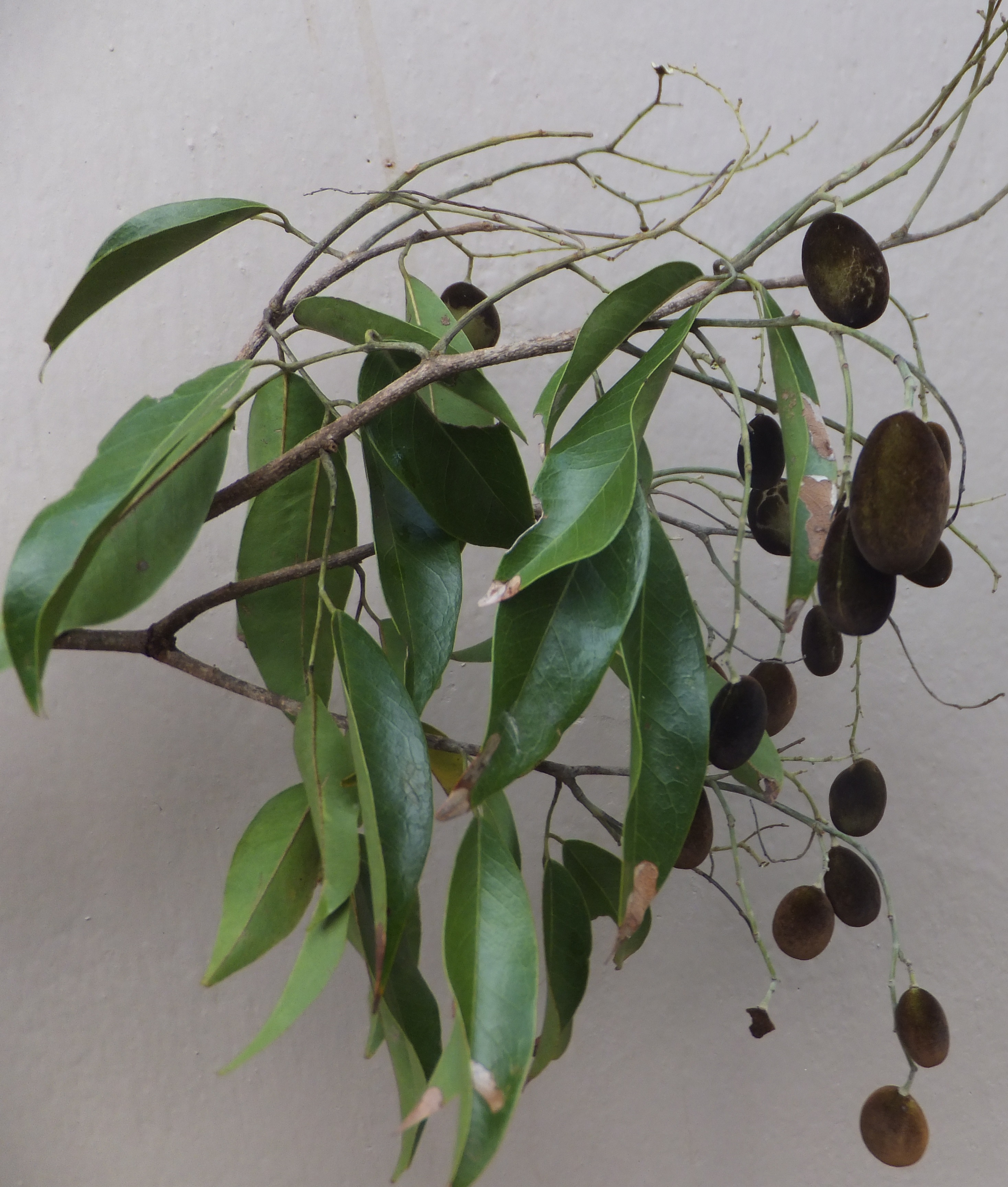
Plodná větévka Dialium cochinchinense

Dialium (Dialium) je rod dvouděložných rostlin z čeledi bobovité. Jsou to převážně stromy s jednoduchými nebo složenými listy a nenápadnými květy v latovitých květenstvích. Vyskytují se v tropech celého světa s výjimkou australské oblasti. Stromy jsou těženy pro dřevo, některé druhy mají plody s jedlou dužninou.

## Popis
Dialia jsou stromy nebo řidčeji keře. Listy jsou jednolisté nebo lichozpeřené, složené z celokrajných a většinou střídavých lístků. Na řapíku a středním žebru listu nejsou přítomny žlázky. Palisty jsou drobné a záhy opadávají. Květy jsou dvoustranně souměrné, oboupohlavné, uspořádané v úžlabních nebo vrcholových latách. Kalich je složen ze 3 nebo 5 lístků. Koruna chybí nebo je tvořena 1, 3 nebo 5 korunními lístky. Tyčinky jsou 2 nebo 6. Semeník je přisedlý nebo krátce stopkatý a obvykle obsahuje 2 vajíčka. Plody jsou nepukavé, obsahují většinou jedno semeno a sladkou dužninu (mesokarp). Semena jsou ledvinovitá.

## Rozšíření
Rod dialium zahrnuje asi 36 druhů. Je rozšířen v tropech téměř celého světa. Největší počet druhů se vyskytuje v tropické Africe, centrum druhové diverzity je na středozápadě kontinentu. Na Madagaskaru rostou 3 endemické druhy. Jeden druh (D. schlechteri) roste v subtropické jižní Africe. V tropické Asii je rod dialium zastoupen asi 9 druhy a je rozšířen od Indie po jihovýchodní Asii. V Austrálii, na Nové Guineji a Tichomořských ostrovech se nevyskytuje. V Americe se vyskytuje jediný druh, Dialium guianense s rozsáhlým areálem sahajícím od jižního Mexika po Brazílii a Bolívii. Dialia rostou povětšině v primárních nebo starších sekundárních tropických deštných lesích zejména v nižších nadmořských výškách. V sušších oblastech se vyskytují zejména v poříčních lesích.

## Význam
Plody Dialium guianense jsou jedlé a chutí připomínají plody tamarindu. Jedlé plody mají i jiné druhy, např. africké D. guineense a D. schlechteri a asijské D. indum a D. platysepalum. Dřevo má široké využití, využívá se např. na stavby, podlahy, stavbu lodí apod. Některé druhy jsou využívány v místní medicíně. Z kůry afrického druhu Dialium pachyphyllum se získává jedovatá pryskyřice používaná jako šípový jed (kurare).